# 34491 Mohammedsuhail
34491 Mohammedsuhail este o planetă minoră (asteroid), cu un diametru de 2,443 km, din centura de asteroizi. A fost descoperită pe 23 septembrie 2000 la Experimental Test Site⁠(d) de Lincoln Near-Earth Asteroid Research. 
Obiectul prezintă o orbită caracterizată de o semiaxă mare de 2,2234276 UAi, o excentricitate de 0,17, o înclinație de 5,36468 ° în raport cu ecliptica.